# Alenka Dovžan
Alenka Dovžan, född den 11 februari 1976 i Piran, Slovenien, är en slovensk utförsåkare.
Hon tog OS-brons i damernas superkombination i samband med de olympiska utförstävlingarna 1994 i Lillehammer.